# Steatoda rufoannulata
Steatoda rufoannulata là một loài nhện trong họ Theridiidae.
Loài này thuộc chi Steatoda. Steatoda rufoannulata được Eugène Simon miêu tả năm 1899.